# Ryszard Berwiński
Ryszard Wincenty Berwiński (ur. 28 lutego 1819 w Polwicy pod Zaniemyślem, zm. 19 listopada 1879 w Stambule) – polski poeta tworzący w okresie romantyzmu, związany z Wielkopolską, członek Towarzystwa Literacko-Słowiańskiego we Wrocławiu, tłumacz (z języka czeskiego), folklorysta, uczestnik Wiosny Ludów.

## Życiorys
Jego ojcem był Jakub Bonawentura (zarządca-komisarz majątków ziemskich Jaraczewskich w okolicach Zaniemyśla i Jezior), a matką Marianna Faustyna z Bukowieckich (niektóre źródła podają błędnie, że z Bukowskich). Urodził się jako piąte dziecko z kolei. W księgach metrykalnych parafii dziecko zapisano pod pierwszym imieniem Wincenty i takiego imienia używano w domu, szkole i urzędowo. Dopiero w momencie debiutu literackiego poeta zmienił kolejność imion.
Kształcił się w gimnazjach Leszna i Wrocławia. W latach 1840–1844 studiował w Berlinie. Po studiach wędrował po Wielkopolsce zajmując się także działalnością konspiracyjną. Po studiach, w 1844 roku zamieszkał w Poznaniu, skąd działał jako galicyjski emisariusz propagujący powstanie i zniesienie pańszczyzny, przez co w 1845 został aresztowany. Lata 1845–1847 spędził w więzieniu w Wiśniczu, a później przebywał w Berlinie w więzieniu w Moabicie. Z powodu lewicowych poglądów wstąpił do Komitetu Narodowego i brał udział w Wielkopolskiej Wiośnie Ludów oraz w walkach w Krakowie, uczestniczył w Zjeździe Słowiańskim w Pradze. Współpracował też z poznańską Gazetą Polską.
Na przełomie lat 1850–1851 lekarze stwierdzili u niego chorobę nerwową, której w latach następnych poddał się leczeniu. Ponownie zamieszkał w Poznaniu i wrócił do działalności politycznej, zostając posłem na sejm pruski. Na wieść o wojnie krymskiej złożył mandat i wyjechał do Paryża, a później do Konstantynopola z ramienia Hotel Lambert.
W 1855, podczas pobytu w Konstantynopolu, przystąpił do Kozaków Sułtańskich Sadyka Paszy, następnie od końca wojny krymskiej aż do 1871 służył w Drugim pułku dragonów osmańskich. W roku 1879 zmarł w nędzy i zapomnieniu.

## Życie prywatne
Jego najstarszym bratem był Józef Ignacy (lekarz), a młodszym Teofil Nepomucen (wykładowca historii w poznańskim gimnazjum Marii Magdaleny oraz gimnazjum w Trzemesznie, autor rozpraw historycznych, zm. 1865, mecenas Ryszarda w czasie jego pobytu w Turcji) i Tomasz Ignacy (1829-1852, zmarły w trakcie studiów w Berlinie). Miał też trzy siostry, w tym Mariannę, która straciła dwie córki.

## Upamiętnienie
Berwiński jest patronem ulic i skwerów, posiada swoją ulicę m.in. w Poznaniu i w Krakowie na Azorach, w Środzie Wielkopolskiej, w Bydgoszczy, w Ślesinie, w Kościanie oraz plac w Kargowej. Jest patronem szkół: Szkoły Podstawowej w Zaniemyślu i Szkoły Podstawowej nr 26 w Poznaniu na Łazarzu.

## Twórczość
Ryszard Berwiński był jednym z ważniejszych poetów wielkopolskich doby romantyzmu. Debiutował w 1836 w czasopiśmie „Przyjaciel Ludu” zapisami folklorystycznymi. Jego prace odzwierciedlały duży wpływ regionalizmu wielkopolskiego, a w późniejszym okresie kultury Półwyspu Bałkańskiego. Berwiński, wraz z innymi twórcami o zainteresowaniach słowiańskich, wprowadził do literatury polskiego romantyzmu historyczne motywy wielkopolskie i miejsca, takie jak Gniezno, Gopło czy Kruszwica, podczas gdy wcześniej dominowały tradycje kresowe i litewskie (np. u Adama Mickiewicza).

### Ważniejsze utwory
- Bogunka na Gople (1840) – pieśń. Tytułowa Bogunka to przemieniona dziewczyna, siostra trzech pomordowanych wzajem braci. Gopło ukazane zostało mitycznie, podobnie jak w Balladynie Słowackiego. Wstęp do utworu ma formę pieśni śpiewanej przez słowiańskiego guślarza Bojana (postać zaczerpnięta ze Słowa o wyprawie Igora). Pieśń w dużym stopniu napisana jest heksametrem polskim, wzorowanym na Powieści wajdeloty z Konrada Wallenroda. Dalej proza utworu jest często archaizowana i rytmizowana.
- Don Juan Poznański. Poemat bez końca. (1844) – utwór zainspirowany Don Juanem George Byrona, będący jego parodią. Bohater poematu to marny szlachcic zabawiający się butelką i kartami. Utwór zawiera liczne dygresje, będące potyczkami ideologicznymi z opinią publiczną, przyszłymi czytelnikami, mitami literackimi i narodowymi oraz życiem społecznym w ówczesnej Wielkopolsce.
- Parabaza do „Don Juana poznańskiego”[18] (1844) – utwór, podobnie jak Don Juan, traktujący ironicznie i krytycznie polskie społeczeństwo i wady narodowe.
- Marsz w przyszłość (1844) – wiersz należący do liryki rewolucyjnej, podmiot zbiorowy utworu to gromada ludzka, świadoma trudów, ale i pewna osiągnięcia celów jak równość społeczna.

### Publikacje
- Powieści wielko-polskie, Wrocław 1840. Wersja cyfrowa
- Studia o literaturze ludowej ze stanowiska historycznej i naukowej krytyki, t. 1–2, Poznań 1854. Tom I, Tom II
- Wybór pism Wersja cyfrowa